# Каминьско (Великопольское воеводство)
Ками́ньско (пол. Kamińsko) — село в Польше на территории гмины Мурована-Гослина Познанского повета Великопольского воеводства.

## География
Село находится в 6 км от административного центра гмины города Мурована-Гослина и 18 км от города Познань. Село располагается на территории ландшафтного парка «Пуща-Зелёнка».

## История
Село было основано в XVIII веке олендрами — переселенцами-меннонитами из Фризии и Нидерландов. Первоначально село называлось как «Каминьске» и «Плавиньске-Олендры».
С 1975 по 1998 год село входило в упразднённое Познанское воеводство.

## Социальная структура
Каминьско располагается недалеко от озёр Каминское и Мейское, которые являются популярными местами летнего отдыха. В селе находится научная станция Познанского университета естественных наук.
В селе располагается администрация лесничества «Каминьско».